# Persone di nome Pietro/Scultori
| Questa pagina contiene informazioni ricavate automaticamente dalle voci biografiche con l'ausilio del template Bio e di un bot. L'aggiornamento è periodico e automatico e ricostruisce completamente la pagina. Se manca una persona in questa lista, sei pregato di non aggiungerla, ma accertati piuttosto che la sua voce biografica contenga il template Bio e che i dati anagrafici siano correttamente compilati. Se il template Bio manca, inseriscilo tu stesso o, in alternativa, metti l'avviso {{tmp\|Bio}} che ne segnala la mancanza. Se i dati riportati sono sbagliati, correggi direttamente la voce biografica; le modifiche saranno visibili in questa lista entro pochi giorni. Per chiarimenti vedi il progetto antroponimi. La lista contiene solo le 55 persone che sono citate nell'enciclopedia e per le quali è stato implementato correttamente il template Bio. Pagina aggiornata al 6 ago 2025. |

Questa è una lista di persone presenti nell'enciclopedia che hanno il nome Pietro e sono scultori.

## A(1)
- Pietro Paolo Acquaviva, scultore italiano

## B(8)
- Pietro Balestra, scultore italiano (Siena - Siena)
- Pietro Baratta, scultore italiano (Carrara, n. 1668 - Carrara, † 1729)
- Pietro Barilotto, scultore italiano (Faenza, n. 1481 - Faenza, † 1533)
- Pietro Belverte, scultore italiano (Bergamo - Napoli, † 1512)
- Pietro Bordini, scultore italiano (Verona, n. 1853 - Verona, † 1922)
- Pietro Botto, scultore e intagliatore italiano (Savigliano - Savigliano, † 1662)
- Pietro Bracci, scultore italiano (Roma, n. 1700 - Roma, † 1773)
- Pietro Bussolo, scultore italiano

## C(7)
- Pietro Canonica, scultore e compositore italiano (Moncalieri, n. 1869 - Roma, † 1959)
- Pietro Carnerini, scultore italiano (Traversetolo, n. 1887 - Gorgonzola, † 1952)
- Pietro Cascella, scultore e pittore italiano (Pescara, n. 1921 - Pietrasanta, † 2008)
- Pietro Consagra, scultore e scrittore italiano (Mazara del Vallo, n. 1920 - Milano, † 2005)
- Pietro Paolo Corbarelli, scultore italiano (Firenze, n. 1589 - Padova, † 1649)
- Pietro Costa, scultore italiano (Celle Ligure, n. 1849 - Roma, † 1901)
- Pietro Cremona, scultore e stuccatore svizzero (Arosio)

## D(5)
- Pietro Antonio Danieletti, scultore italiano (Padova, n. 1712 - Padova, † 1779)
- Pietro Antonio Daverio, scultore italiano (Milano, n. 1564 - Milano)
- Pietro De Laurentiis, scultore italiano (Roccascalegna, n. 1920 - Roma, † 1991)
- Pietro da Porlezza, scultore italiano
- Pietro de Bonitate, scultore italiano (Lombardia - Sicilia)

## F(4)
- Piero Fantastichini, scultore e pittore italiano (Roma, n. 1949)
- Pietro Foglia, scultore e pittore italiano (Cremona, n. 1913 - Cremona, † 1974)
- Pietro Fontana, scultore italiano (Carrara, n. 1782 - Carrara, † 1857)
- Pietro Francavilla, scultore francese (Cambrai - Parigi, † 1616)

## G(4)
- Pietro Galleano, scultore italiano (Genova, n. 1687 - Genova, † 1761)
- Pietro Ghetti, scultore e ingegnere italiano (Carrara - Napoli)
- Pietro Guerri, scultore e politico italiano (Montevarchi, n. 1865 - Montevarchi, † 1936)
- Pietro Guida, scultore italiano (Santa Maria Capua Vetere, n. 1921 - Manduria, † 2024)

## I(1)
- Pietro Isella, scultore svizzero (Morcote, n. 1812 - Morcote, † 1871)

## L(1)
- Pietro Lombardo, scultore e architetto svizzero (Carona - Venezia, † 1515)

## M(5)
- Pietro Magni, scultore e docente italiano (Milano, n. 1816 - Milano, † 1877)
- Pietro Marchese, scultore italiano (Siracusa, n. 1977)
- Pietro Marchetti, scultore italiano (Torano, n. 1766 - Carrara, † 1846)
- Pietro Montana, scultore, pittore e insegnante statunitense (Alcamo, n. 1890 - † 1978)
- Pietro Morando, scultore italiano

## O(1)
- Pietro Paolo Olivieri, scultore e architetto italiano (Roma, n. 1551 - Roma, † 1599)

## P(5)
- Pietro della Vedova, scultore e architetto italiano (Rima, n. 1831 - Torino, † 1898)
- Pietro Pappalardo, scultore italiano (Catania, n. 1898 - † 1985)
- Pietro di Oderisio, scultore italiano (Roma)
- Pietro Faitini, scultore italiano (Rezzato, n. 1833 - Brescia, † 1902)
- Pietro Piraino, scultore italiano (Casteldaccia, n. 1878 - Roma, † 1950)

## R(1)
- Pietro Ravecca, scultore italiano (Brugnato, n. 1945 - La Spezia, † 2015)

## S(5)
- Pierino Sam, scultore e pittore italiano (Tiezzo, n. 1921 - Tiezzo, † 2010)
- Pietro Sernicola, scultore italiano (Pollica, n. 1672 - Pollica, † 1742)
- Pietro Antonio Solari, scultore e architetto italiano (Milano - Mosca, † 1493)
- Pietro Somazzi, scultore e stuccatore svizzero (Canobbio - Canobbio, † 1709)
- Pietro Filippo Somazzi, scultore e stuccatore svizzero (Canobbio - Torino)

## T(4)
- Pietro Tacca, scultore italiano (Carrara, n. 1577 - Firenze, † 1640)
- Pietro Tenerani, scultore italiano (Torano, n. 1789 - Roma, † 1869)
- Pietro Torrigiano, scultore e medaglista italiano (Firenze, n. 1472 - Siviglia, † 1528)
- Pietro Turchi, scultore e intagliatore italiano (Ferrara, n. 1711 - Ferrara, † 1781)

## V(1)
- Pietro Veronesi, scultore italiano (Bologna, n. 1859 - Bologna, † 1936)

## Z(2)
- Pietro Zandomeneghi, scultore italiano (Venezia, n. 1806 - Venezia, † 1886)
- Pietro Zegna, scultore italiano (Luino, n. 1929 - Arona, † 2020)